# Carl Sprengel
Carl Sprengel (ur. 29 marca 1787 w Schillerslage, zm. 19 kwietnia 1859 w Resku) – niemiecki agronom, naukowiec i przemysłowiec. Pionier badań nad stosowaniem nawozów sztucznych.

## Życiorys i dokonania
Pochodził z rodziny urzędnika pocztowego spod Hanoweru. Już podczas studiów na uniwersytecie w Getyndze rozpoczął pierwsze badania z zakresu gleboznawstwa i nawożenia. Po zdobyciu wszechstronnego wykształcenia (studiował: chemię, fizykę, botanikę i mineralogię) przeniósł się do Brunszwiku, gdzie wykładał w tamtejszym Kolegium Karolińskim. Jednocześnie pracował naukowo publikując zarówno rozprawy naukowe, jak i praktyczne podręczniki.
W 1839 osiedlił się w Resku. Kontynuował swoje doświadczenia na poletkach doświadczalnych o powierzchni 300 mórg. W 1839 został sekretarzem generalnym Pomorskiego Towarzystwa Ekonomicznego, z siedzibą w Resku i sprawował tę funkcję do 1854. Członek korespondent Galicyjskiego Towarzystwa Gospodarskiego (1858–1859).
W 1842 Sprengel założył Landbau-Academie zu Regenwalde (Akademię Rolniczą w Resku), w której propagował nowoczesne metody uprawy i agrokultury. Tam też, pod wpływem uwag i teorii jednego ze swych studentów – Felicjana Sypniewskiego – sformułował później swoją „Teorię minimum” chemii agrarnej, zasadę znaną dzisiaj jako prawo minimum Liebiga (który – jako znany badacz – przyczynił się do jej popularyzacji i dlatego Liebigowi mylnie przypisuje się jej autorstwo), mówiącą, że wzrost roślin jest ograniczony do ilości niezbędnych substancji odżywczych w ich najniższym stężeniu na danym terenie.
Sprengel był również założycielem fabryki maszyn rolniczych w Resku, która funkcjonowała do II wojny światowej.
Najważniejszą publikacją Carla Sprengela był trzytomowy podręcznik zatytułowany „Moje doświadczenia w uprawie roślin”. Dzieło to, wydane w latach 1847–1852, uznane zostało za najlepsze w swojej dziedzinie w całych Niemczech.

## Życie prywatne
Mieszkając w Resku Carl Sprengel ożenił się w wieku 54 lat z 19-letnią córką pruskiego majora. Miał dwoje dzieci.

Galeria
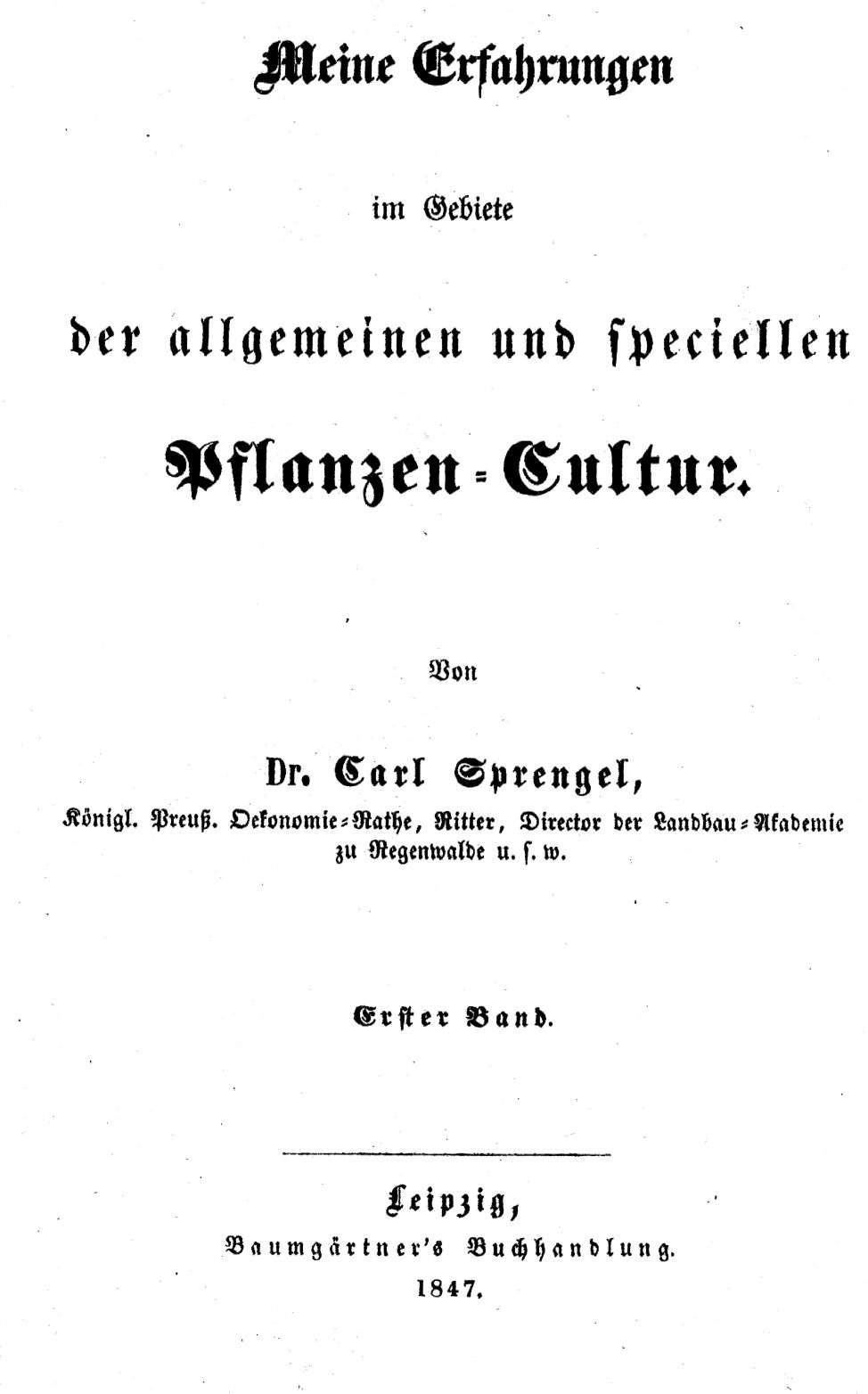
Strona tytułowa książki Moje doświadczenie w uprawie roślin
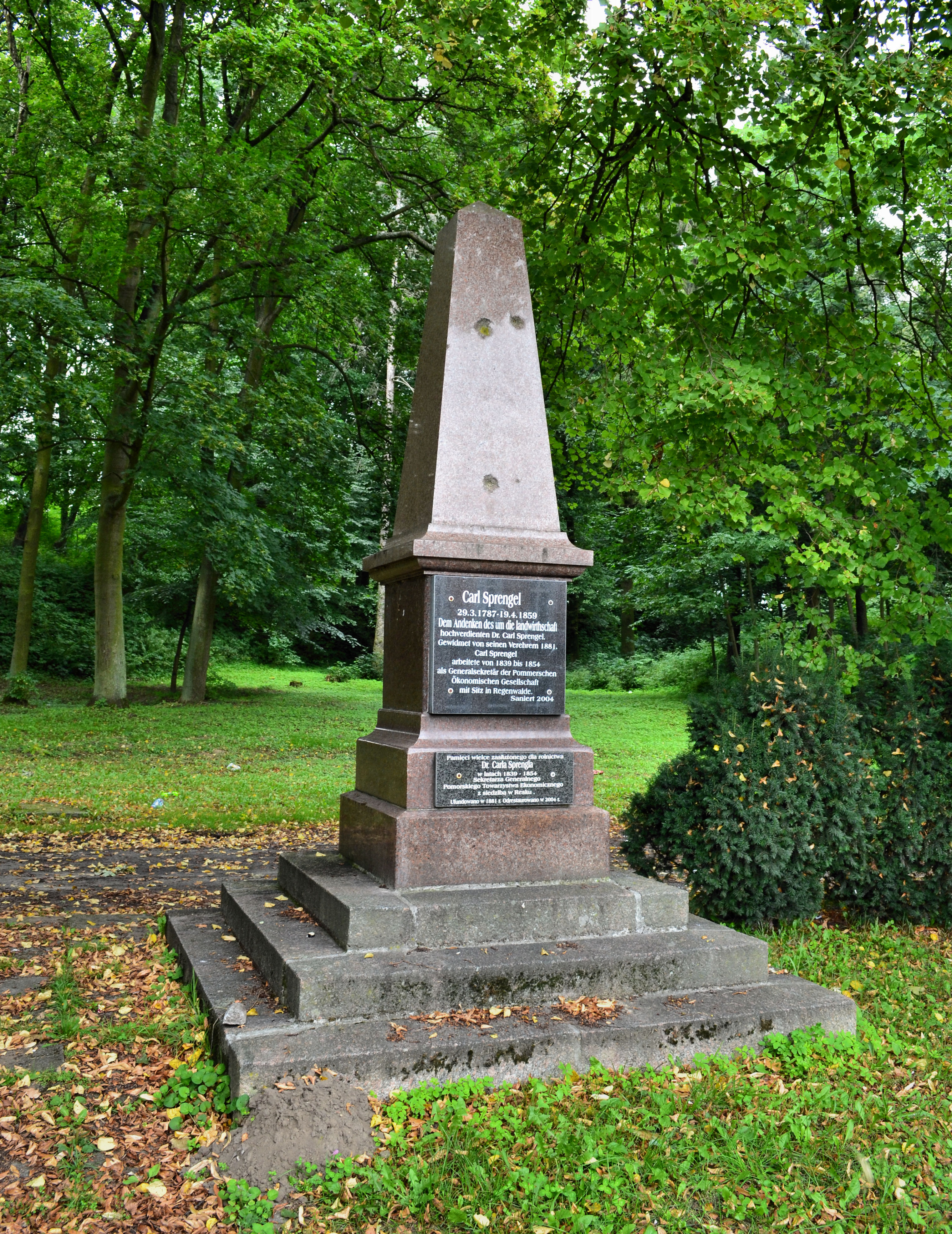
Obelisk ku czci Carla Sprengela (ustawiony w 1881, odnowiny w 2004)
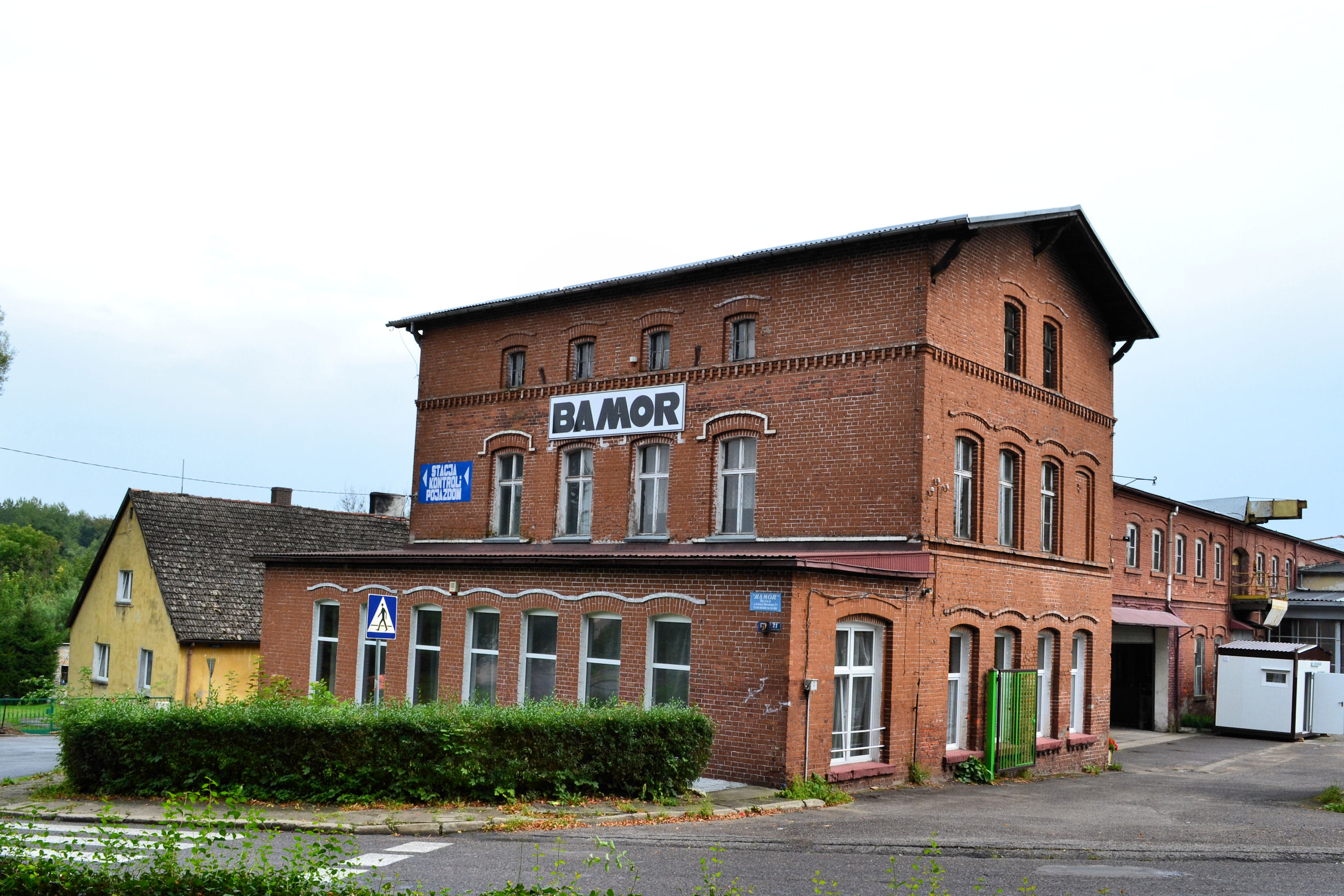
Założona przez Sprengela fabryka maszyn rolniczych (stan obecny)
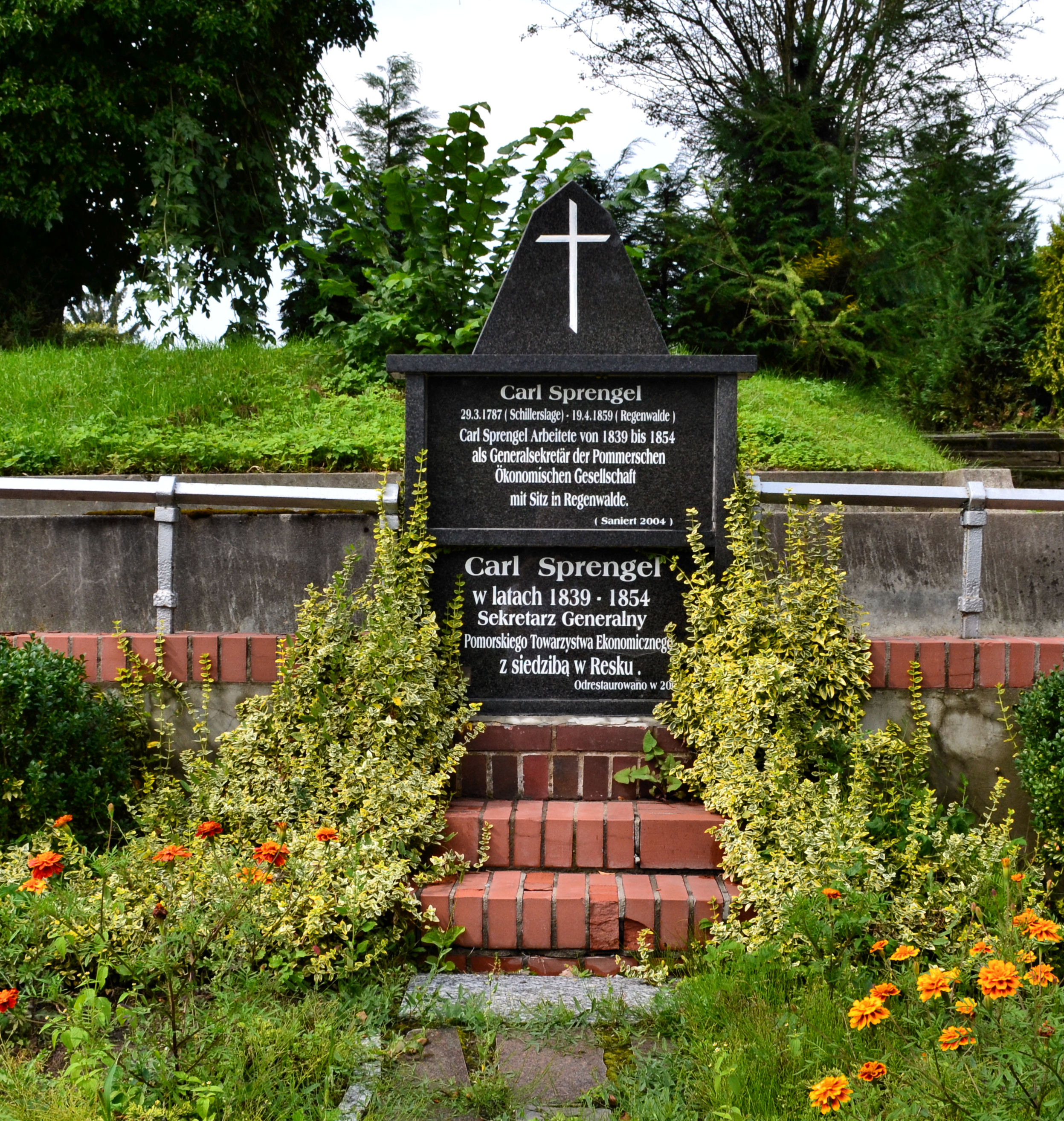
Nagrobek Carla Sprengela na cmentarzu w Resku